# Galceran de Pontós
Galceran de Pontós (segle xv) fou un donzell català que apareix documentat el 1406 com a senyor del castell de Vilajoan, on residia. Es va casar amb Francesca de Rocabruna i un dels seus fills, Galceran de Rocabruna fou abat del monestir de Sant Quirze de Colera.